# Schapur II.

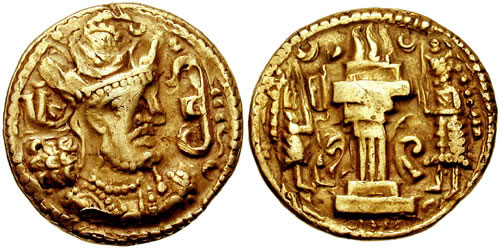
Münze Schapurs II. Sindh.

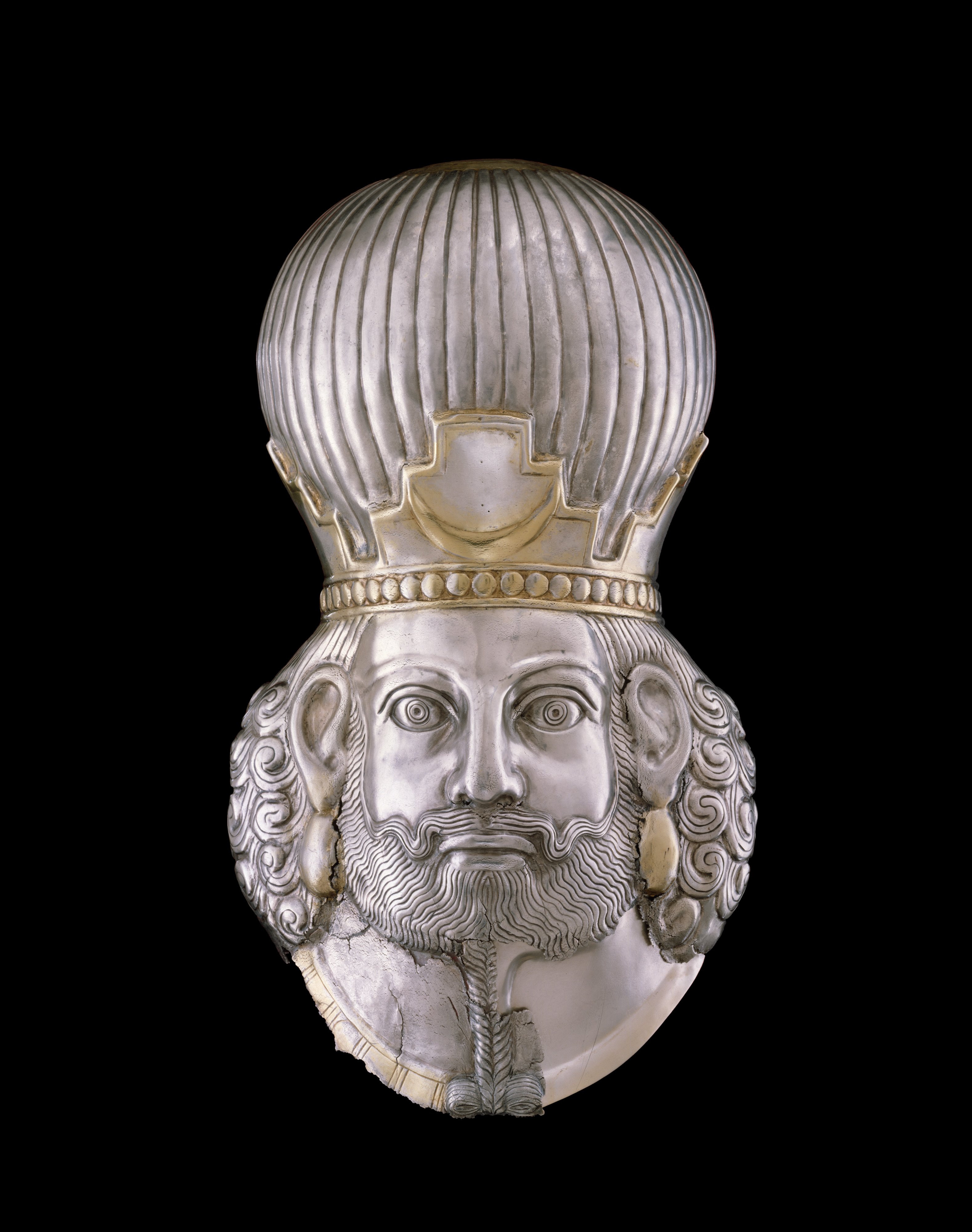
Schapur II.

Schapur II. (persisch شاپور Schāpūr; auch als Šāpūr δu’l aktāf oder Sābūr Ḏī l-aktāf, im Arabischen als Ẓulaktāf bekannt; geboren 309; gestorben 379; ebensolang war seine Regierungszeit), auch Sapor II. oder Sapur II., war ein persischer Großkönig aus dem Herrscherhaus der Sassaniden. Seine sehr lange Regierungszeit war von einem langwierigen Kampf gegen das Römische Reich und von einer fast 40 Jahre andauernden Christenverfolgung geprägt.
Schapur II. konnte in seiner Regierungszeit einige Gebietsgewinne erzielen. Er gilt neben Schapur I. und Chosrau I. als einer der bedeutendsten sassanidischen Großkönige und konnte das Reich nach einer Schwächephase wieder stärken und die Grenzen weitgehend sichern; seine drei direkten Nachfolger agierten weniger glücklich.

## Leben

### Kindheit und Jugend
Um das Jahr 300 war das Sassanidenreich, das 298 eine empfindliche Niederlage gegen die Römer hatte hinnehmen müssen, in eine Zeit der Wirren geraten. Als König Hormizd II. 309 starb, kam es zu Machtkämpfen am Hof, und schließlich töteten persische Adlige seinen ältesten Sohn, blendeten den zweiten Sohn und nahmen den dritten, Hormizd, gefangen. Dieser floh wenig später zu den Römern. Der Thron wurde für ein angeblich noch ungeborenes Kind einer der Frauen Hormizds II. reserviert: Schapur II. Dieser gilt als der einzige König in der Geschichte, der schon in der Gebärmutter gekrönt wurde. Die Krone wurde laut Tabari während der Krönungszeremonie auf den Bauch der Mutter gelegt. Schapur II. war demnach ein geborener König; mehrere Forscher nehmen aber an, dass die späteren Quellen an diesem Punkt übertreiben und Schapur wohl ein Säugling war, als er zum Herrscher erhoben wurde.
Die Regierungsgeschäfte übernahmen zunächst seine Mutter, ihr neuer Gemahl Bahram von Kuschan und die persischen Magnaten. Mit 16 Jahren wurde er (wahrscheinlich zur 100-Jahr-Feier der Sassanidendynastie) inthronisiert, auch wenn über seine Jugend nur wenige Quellen vorliegen, die zudem sehr viel später entstanden und stark legendenhaften Charakter tragen. So soll Schapur bereits als kleines Kind weise Entscheidungen getroffen und so seine Eignung zum Herrscher demonstriert haben. Zugleich können die Quellen aber nicht verhehlen, dass das Sassanidenreich während seiner Unmündigkeit von innerem Zerfall und äußeren Angriffen bedroht wurde.

### Religionspolitik
Als Schapur persönlich die Regierung übernahm, erwies er sich als energischer Herrscher. Unter seiner Regentschaft wurde der Staat laut späterer Überlieferung in ein regelrechtes Kastensystem umstrukturiert. Die Macht der Priester wurde beschnitten und der Zoroastrismus zugleich vom König gefördert, die Sammlung der Avesta (Sammlung der zoroastrischen Glaubensschriften) wurde vervollständigt. Kritiker und Abtrünnige des Zoroastrismus wurden bestraft, die Religion sollte die Stellung des Königs stärken. Als Reaktion auf die Christianisierung des Römischen Reiches unter Konstantin dem Großen wurden die Christen im eigenen Land (aus politischen, nicht primär aus auch von Schapur formulierten religiösen Gründen) verfolgt, nachdem der Versuch, aus dem Katholikat von Seleukia-Ktesiphon eine von Konstantinopel unabhängige christliche Kirche zu schaffen, fehlgeschlagen war. (Zu Schapurs Christenverfolgung siehe auch die Artikel über die Märtyrer Simon bar Sabbae und Pusei.)

### Die Kriege Schapurs
Siehe auch: Römisch-Persische Kriege
Schapur II. hatte seine ersten militärischen Erfahrungen im Kampf gegen die Araber erworben, die wiederholt in Mesopotamien eingefallen waren. Doch sollte Schapur sich vor allem Rom, dem Gegner im Westen, zuwenden. Persien und das Römische Reich standen sich als die zwei Großmächte dieser Zeit feindlich gegenüber. 337, wohl kurz vor dem Tod Konstantins des Großen, der einen großen Feldzug gegen die Sassaniden geplant hatte, brach Schapur II. durch einen Präventivschlag den Frieden, den sein Großvater Narseh mit Diokletian im Jahre 298 (oder 299) geschlossen hatte, und ein Krieg begann, der 26 Jahre dauern sollte (337–363). Mit dem Frieden von 298 waren die Perser, die erhebliche Gebiete an die Römer hatten abtreten müssen, von Anfang an unzufrieden gewesen; Schapur strebte daher eine Rückgewinnung des verlorenen Territoriums an.
Wir sind über diese Kämpfe relativ gut informiert. Vor allem der bedeutende römische Historiker Ammianus Marcellinus, der als Offizier teilweise selbst an den Kämpfen teilnahm, aber auch Zosimos und Sozomenos sowie spätere arabische und persische Quellen berichten über diese Kampfhandlungen.
Schapur II. gelang es zunächst, Armenien zu annektieren, das bis 298 zum persischen Einflussbereich gezählt hatte. Bald darauf versuchte er mit wechselndem Erfolg, die großen römischen Forts in Mesopotamien zu erobern, um auch hier verlorenes Gebiet zurückzugewinnen. Die Kämpfe spielten sich vor allem um die strategisch wichtigen Orten Singara, Nisibis, welches Schapur II. dreimal vergeblich belagerte, und Amida ab, wobei die Römer bei Singara einen Rückschlag erlitten (wohl 344). Unzutreffend ist die Annahme der älteren Forschung, dass in der offenbar sehr blutigen Schlacht ein Bruder Schapurs namens Narseh fiel (ein solcher Name für einen Bruder Schapurs ist in den Quellen nicht einwandfrei belegt).
Obwohl die Generäle des Kaisers Constantius II. (337 bis 361), der mittlere Sohn Konstantins und nach dessen Tod Kaiser des Ostteils des Römischen Reiches, mehrere Schlachten verloren, machte Schapur II. insgesamt kaum Fortschritte. Seine militärische Stärke reichte anscheinend nicht aus, die eroberten Gebiete dauerhaft zu sichern, zumal Constantius eine recht geschickte Defensivstrategie betrieb, während in Armenien der römische Einfluss zunächst wiederhergestellt werden konnte. Entscheidend war, dass die Römer die meisten der strategisch wichtigen Festungen halten konnten.
Die Kampfhandlungen zwischen Rom und Persien wurden unterbrochen, als um das Jahr 350 das Sassanidenreich im Osten von Nomadenstämmen angegriffen wurde, unter denen die „hunnischen“ Chioniten (siehe Iranische Hunnen) namentlich erwähnt werden. Schapur operierte (wie eine gefundene Inschrift beweist) 356 von der Region des heutigen Kabul aus gegen die Invasoren. Nach anhaltenden schweren Kämpfen waren die Chioniten gezwungen, Frieden zu schließen. Der König der Chioniten, Grumbates, schloss sich Schapur II. sogar in seinem Kampf gegen Rom an. So waren chionitische Hilfstruppen in Begleitung Schapurs, als dieser 359 erneut einen Feldzug gegen die Römer unternahm.

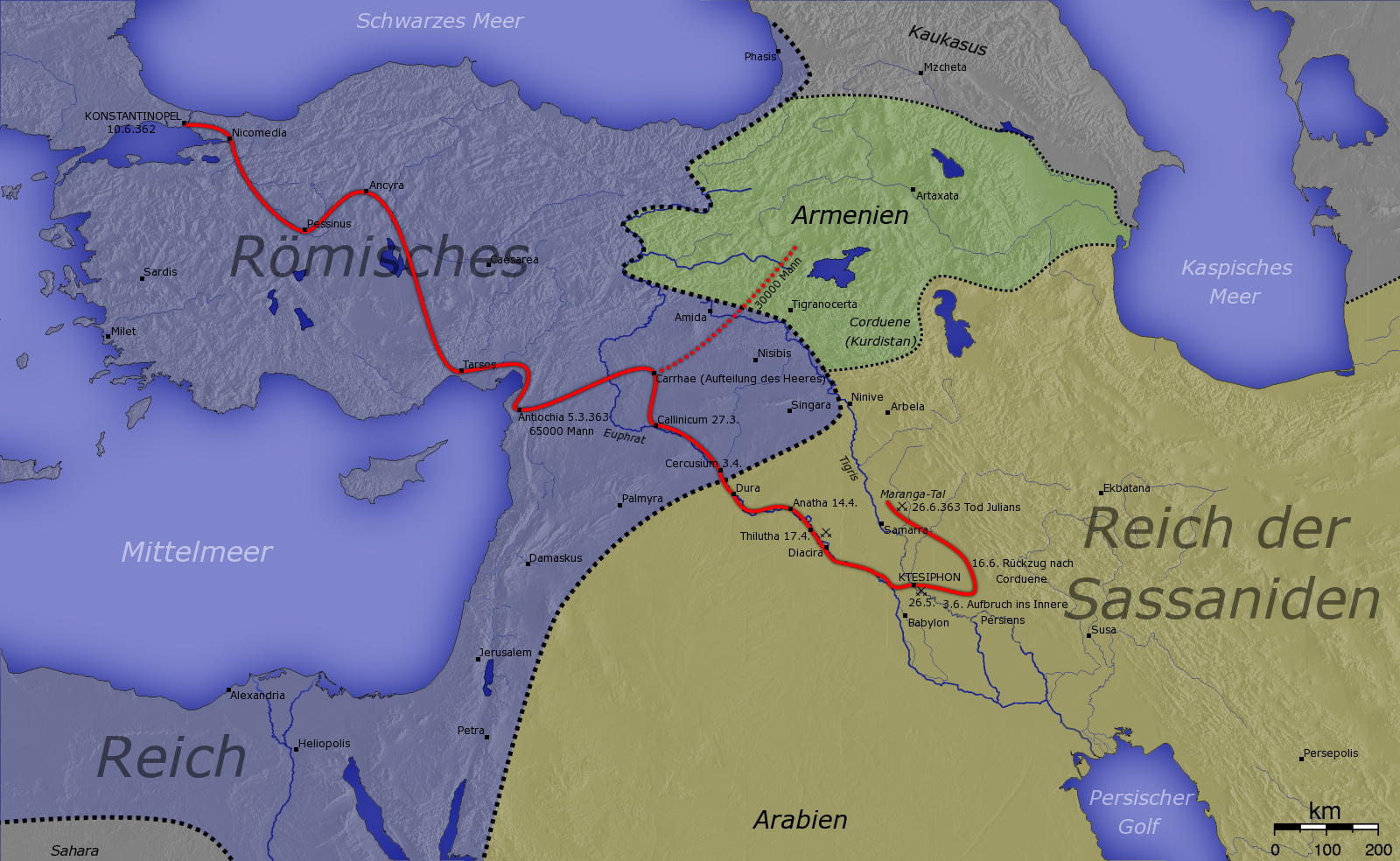
Julians Persienfeldzug

Rom und Persien traten schließlich in Friedensgespräche ein, deren bemerkenswerten Inhalt („Bruder“-Anrede der beiden Monarchen) Ammianus Marcellinus überliefert hat (Ammian 17,5). Die Verhandlungen brachten jedoch kein Ergebnis, und Schapur legte 359 einen Belagerungsring um die Festung Amida, welche nach 73-tägiger Belagerung schließlich fiel; hierbei sind chionitische Truppen unter Grumbates belegt. Schapur II. eroberte anschließend Singara und andere Befestigungen im folgenden Jahr. Dennoch wich Constantius einer offenen Entscheidungsschlacht aus, so dass Schapur, vielleicht auch durch einen ungünstigen Orakelspruch beeinflusst, schließlich die Kampfhandlungen einstellte. Constantius plante nun eine Gegenoffensive und forderte daher zur Verstärkung Truppen aus Gallien an. Dies war der Auslöser für eine Revolte der römischen Legionen in Gallien, die den Caesar Julian Apostata zum Gegenkaiser ausriefen. Ein Bürgerkrieg stand bevor, als Constantius Ende 361 starb.
363 drang der neue Kaiser Julian auf einem schlecht geplanten, aber sehr groß angelegten Feldzug mit einem starken Heer von etwa 65.000 Mann bis zur sassanidischen Hauptstadt Ktesiphon, etwas südöstlich vom heutigen Bagdad gelegen, vor. Julians Herrschaft war ungefestigt, und er hoffte, durch einen Sieg über den Erzfeind im Osten Prestige zu gewinnen. Offenbar hatte er sogar vor, einen eigenen Perserkönig von Roms Gnaden einzusetzen. Schapur II. hatte den Angriff im Norden erwartet und musste erst nach Süden ziehen, sein Feldherr vor Ort wich einem offenen Kampf aus, und die römische Offensive lief ins Leere. Julian machte schwere strategische Fehler und führte sein Heer mitten in die Wüste. Nach dem Eintreffen der großköniglichen Armee stellten sich dort die Perser zur Schlacht und wurden bei Maranga zunächst geschlagen – allerdings keineswegs entscheidend. Julian fiel wenige Tage später in einem erneuten Gefecht. Sein von den Soldaten gewählter Nachfolger Jovian sah sich gezwungen, wollte er nicht die Vernichtung der gesamten römischen Armee im Feindesland in Kauf nehmen, einen für die Römer sehr nachteiligen Frieden abzuschließen (siehe Frieden von 363). Die Gebietsgewinne Diokletians mussten wieder abgetreten werden und Rom musste versprechen, dem bis dato verbündeten Armenien nicht beizustehen. Für die Römer war dies eine Schmach. Schapur II. hingegen konnte einen großen Erfolg verbuchen; seit über 100 Jahren war keinem Perserkönig mehr ein vergleichbarer Triumph vergönnt gewesen. Letztlich sollte die Grenze in Mesopotamien in den folgenden 230 Jahren im Wesentlichen unverändert bleiben, da beide Großmächte sich mit ihr im Grunde arrangieren konnten.

### Armenienpolitik
Schapur II. hatte Armenien bereits 338 kurzzeitig erobert. Nach seinem erneuten Einmarsch (ca. 368) zwang er den armenischen König Arschak II., der mit den Römern verbündet war, Selbstmord zu verüben. Doch auch nach diesem Erfolg hatte Schapur Armenien nicht in der Hand, da die Königin Pharandzem und ihr Sohn Pap die Hauptstadt Artogerassa behaupteten. Bei dem Versuch, zwei Überläufer, Artabannes und Kylakes, auf Pharandzem anzusetzen, scheiterte Schapur. Am Ende kam es zum Untergang des persischen Expeditionsheeres. Aus Furcht vor einem Rachefeldzug der Perser floh Pap zum römischen Ostkaiser Valens (364–378). Als römischer Klientelkönig sollte der Armenier unter Roms Schutz in seine Heimat zurückkehren. Dies Aufgabe übertrug der Kaiser dem neu ernannten militärischen Oberkommandierenden für Armenien, Terentius. Dies nun sah Schapur als Vertragsbruch an, stürmte 369 Artogerassa und ließ Pharandzem grausam hinrichten, während Pap vorübergehend in die Berge floh. Als Valens 373 den Königssohn in Ehrenhaft festsetzen wollte, floh dieser erneut. Für die Römer war Pap nun zu einer Gefahr geworden, da jetzt befürchtet wurde, dass dieser zu den Persern überlaufen könnte.
Im Herbst 374 wurde Pap zu einem Gastmahl bei dem Nachfolger des Terentius, Traianus, eingeladen, bei dem der Armenier getötet wurde. Der anschließend von Rom in Armenien gestützte König Varazdates konnte sich inmitten politischer und militärischer Auseinandersetzungen, bei denen wieder die Perser auftraten, von 375–377 halten. Es kam erneut zu Kämpfen zwischen Römern und Persern. Ein großer Orientfeldzug, den Valens plante, wurde nur durch das Erscheinen der Goten an der Donau und den Beginn der so genannten Völkerwanderung vereitelt, da der Kaiser seine Aufmerksamkeit nun der Donaugrenze zuwenden musste, wo er 378 in der Schlacht von Adrianopel fiel. Bald nach Schapurs Tod kam es dann 384 oder (wahrscheinlicher) 387 zu einer diplomatischen Lösung für Armenien, das zwischen Römern und Sassaniden geteilt wurde (siehe auch Persarmenien).